# Preventiva
Beseda preventiva izhaja iz latinske besede praevenire (prea - preden in venire – pride). Pomeni izogniti se nekemu dogodku preko pravilnega in pravočasnega ukrepanja. SSKJopredeljuje preventivo kot dejavnost, ki se ukvarja s preprečevanjem bolezni in varovanjem zdravja, nesreč, požarov in z zaščito pred njimi.

## Primarna preventiva
Primarna preventiva predvideva nevarnost za razvoj določenega obolenja ali motenosti in jo skuša preprečiti. Njeno učinkovitost merimo v številu na novo obolelih v določenem časovnem obdobju v dani populaciji. Cilj primarne preventive je izboljšati zdravstveno stanje prebivalstva (pomikamo se od boja proti bolezni k boju za boljše zdravje). Programi primarne preventive morajo biti usmerjeni na vse biološke, psihološke in socialne dejavnike, ki pozitivno ali negativno vplivajo na duševno zdravje ljudi. Ta vrsta preventive je najbolj zahtevna, saj moramo predvideti nevarnost, da se razvije določeno obolenje ali motenost in jo preprečiti. Največja težava pri tem je, da tu odpovedo diagnostični sistemi, ki temeljijo na odkrivanju znakov obolenja ali motenosti, ker teh znakov še ni.

Ukrepe primarne preventive delimo na:

- Specifične (izvajajo se s ciljem preprečiti nastanek tistih psihičnih motenj, katerih etiologija je jasno ugotovljena)
- Splošne (cilj je odpraviti ali ublažiti škodljive dejavnike in jačati koristne dejavnike)

Splošni ukrepi na področju psihičnih motenj so npr. zagotavljanje ustreznih pogojev za normalen zgodnji razvoj (psihološke svetovalnice in ambulante, sredstva obveščanja, šole za starše, psihologi v vrtcu in šolah, ...), pomoč v kriznih situacijah kasneje v razvoju (psihološke svetovalnice in ambulante, kadrovske službe, ...) in zdrav življenjski slog, ki ščiti pred psihičnimi motnjami.

## Sekundarna preventiva
Sekundarna preventiva se ukvarja z zgodnjim odkrivanjem, diagnosticiranjem in zdravljenjem obolelih. Njeno učinkovitost merimo v številu bolnikov, ki obstajajo v določenem časovnem obdobju v  dani populaciji. Cilj sekundarne preventive je ustaviti ali upočasniti razvoj motnje/bolezni. Pri zdravljenju psihičnih motenj, kakor tudi pri zdravljenju somatskih bolezni se dosežejo boljši rezultati, če se le-te odkrijejo zgodaj in če se terapija začne čim prej.

## Terciarna preventiva
Namen terciarne preventive je pomagati posamezniku (ali družini) (da tudi takrat, ko so neke težave že kronificirane in neozdravljive), da najdejo način, kako živeti kolikor mogoče polno in koristno ter kako se izogniti dodatnim zapletom. Njeno učinkovitost merimo s stopnjo invalidnosti bolnikov. Cilj terciarne preventive je odpraviti ali zmanjšati posledice bolezni in ohraniti sposobnosti, ki jih ogroža bolezen (bolnika poskušamo ponovno vrniti v čim bolj normalno življenje v družini, družbenem in delovnem okolju). 

Primarno, sekundarno in terciarno preventivo moramo razumeti kot medsebojno povezane dele enotnega programa, ki dela na zaščiti in izboljšanju zdravja. Sekundarna preventiva temelji v veliki meri na zdravstveni službi, medtem ko ukrepi in aktivnosti primarne in terciarne preventive daleč presegajo meje zdravstvene dejavnosti.